# Осейка (река)
Осе́йка — река в центральной части Челябинской области России, левый приток реки Санарка (бассейн Тобола). Длина реки составляет 12 км.

## Течение
Истоки реки у хутора Осейка в Пластовском районе. Осейка впадает слева в реку Санарка на территории Троицкого района рядом с посёлком Кособродка. Устье реки находится в 46 км по левому берегу реки Санарки. Протекает по территории двух районов области — Пластовского и Троицкого.

## Притоки
Отсутствуют.

## Населённые пункты
На речке построены населённые пункты Осейка и Кособродка.

## Использование
Для водоснабжения прилегающих к реке сёл были сооружены 4 пруда, 2 из них в Троицком районе.

## Особенности
У реки Осейки очень обрывистые, крутые берега. В своё время[когда?] на реке добывалось золото.

## Топонимика
Название села произошло от распространённого тюркского имени «Осей (Осай)», оно же и дало одноимённое название реке.

## Данные водного реестра
По данным государственного водного реестра России относится к Иртышскому бассейновому округу, водохозяйственный участок реки — Тобол от истока до впадения реки Уй, без реки Увелька, речной подбассейн реки — Тобол. Речной бассейн реки — Иртыш.